# Emily Bear
Emily Jordan Bear (Rockford, 30 de agosto de 2001) é uma pianista e compositora norte-americana. Ela ganhou um Grammy 2022 com Abigail Barlow por seu The Unofficial Bridgerton Musical.

## Biografia
Emily é uma criança superdotada que aos 2 anos de idade teve o talento para o piano reconhecido pela mãe. Bear começou a estudar com Emilio del Rosario no Instituto de Música de Chicago. Quando tinha 4 anos de idade foi matriculada para estudar música clássica no Winnetka campus. Além do extraordinário talento para o piano, Bear começou a compor com a idade de três anos. Aos 8 anos, compôs mais de 350 canções, e muito do que compõe - tanto composições quanto improvisações - exibe alto nível de complexidade, um gênero do século XX, incluindo elementos do jazz.

A ASCAP reconheceu suas composições com dois Morton Gould Young Composer Awards for Northern Lights (2008) e for Les Voyages (2015) e dois Herb Alpert Young Jazz Composer Awards pelas músicas The Old Office (2016) e Je ne sais pas (2017).
Emily Bear foi convidada para o The Ellen DeGeneres Show, tocou na Casa Branca para o Presidente George W. Bush aos 6 anos de idade, e interpretou um concerto de Wolfgang Amadeus Mozart, completo e de memória, com a Champaign-Urbana Symphony Orchestra.
Um de seus mentores é Quincy Jones desde os 10 anos de idade. Em 2012 produziu seu álbum de jazz Diversity.
Em 2011 e 2013 levou Quincy Jones ao Festival de Montreux.
No início de 2014, ela foi convidada acompanhada por Quincy Jones no The Queen Latifah Show. Ela se apresentou e cantou 'A Girl from Ipanema'. No final de 2014 ela se apresentou com uma orquestra em Santa Fé (Novo México) George Gershwin Rhapsody in Blue.
2015 Emily Bear se apresentou com seu trio de jazz em 3 concertos no Stuttgart Jazzopen.
No início de 2017 ela lançou um EP de jazz com 6 músicas Into the Blue sob seu próprio selo com seu trio de jazz (Mark Mclean - bateria, Peter Slavov - baixo). Ela dedicou o EP ao seu mentor Quincy Jones. Como seu álbum de jazz, o EP alcançou o Top 10 na Billboard Jazz Charts.
Em maio de 2017, aos 15 anos, ela se formou summa cum laude no ensino médio dois anos antes. 
Em 2017, Emily Bear se tornou a artista mais jovem a fazer parte da Night of the Proms Tour. Os outros headliners foram Peter Cetera, Roger Hodgson, Melanie Chisholm, Culcha Candela, John Miles e na Holanda e na Bélgica Joss Stone. Entre outras coisas, executou seus próprios arranjos Adele Skyfall Gnarls Barkley Crazy com orquestra. Ele também se apresentou com John Miles All by Myself.
Em maio de 2018, ele recebeu a mais alta honraria de Illinois, a Ordem de Lincoln. Após a cerimônia de premiação, ela cantou And Forever Free, inspirada na Proclamação de Emancipação de Abraham Lincoln, com orquestra.
Em 2018 recebeu a bolsa ASCAP Abe Olman (Songwriters Hall of Fame).
Em junho de 2019, foi mais uma vez convidada no The Ellen Show, onde também apareceu como cantora com sua música Dancin. Pouco depois, lançou seu primeiro EP pop, Emotions, produzido por Toby Gad.
Ele é membro fundador do conselho de diretores da Ala de Compositores e Compositores da Academia de Gravação, junto com Carole King, Diane Warren e Hans Zimmer.
Emily Bear está sob contrato com uma das maiores agências de música cinematográfica do mundo desde os 16 anos e compõe para Disney, Netflix e outros. Para o filme de 2019 Nancy Drew and the Hidden Staircase (Warner Bros. Entertainment), escreveu o título música e uma música para os créditos e se apresentou como cantora para eles.
Ele também compôs música para um clipe para o Manchester City e a Premier League no final da temporada e a conquista do quinto título.
Para os 50 anos do Walt Disney World Resort, ele orquestrou uma música da musicista e produtora musical Alana da Fonseca em nome da Disney como o novo tema "Magic is Calling" que estará presente em todos os parques temáticos de Orlando, Flórida.
Ele também fez parte da música composta por Inon Zur para a quarta parte da série de jogos de computador Syberia de Benoît Sokal, Syberia: The World Before.
No início de 2022 ela se apresentou novamente após 2019 com a World Doctors Orchestra conduzida por Stefan Willich. Os concertos de 2019 em Tel Aviv e Jerusalém arrecadaram dinheiro para o Save a Child's Heart e os concertos de 2022 para programas de música no furacão Irma-hit Anguilla.
Em 3 de abril de 2022, Emily Bear e Abigail Barlow ganharam um Grammy de Melhor Álbum de Teatro Musical por The Unofficial Bridgerton Musical. Em 14 de abril, ambos foram convidados no Today (programa de televisão) e tocaram Burn for you.

## Discografia
- Five Years Wise (2007)
- The Love In Us (2008)
- Once Upon A Wish (2008)
- Always True (2009)
- Hope (2010)
- Diversity (2013) (Jazz)
- Into The Blue (2017) (Jazz)
- Emotions (2019) (Pop)
- The Unofficial Bridgerton Musical  (2021)